# 白山毛茛
白山毛茛（学名：Ranunculus japonicus var. monticola）为毛茛科毛茛属下的一个变种。

## 扩展阅读
- 維基物種上的相關：白山毛茛